# Heidi Johansen (håndboldspiller)
 For alternative betydninger, se Heidi Johansen. (Se også artikler, som begynder med Heidi Johansen)
Heidi Johansen (født 5. april 1978 i Randers, Danmark) er en dansk tidligere håndboldspiller. I 2002 var hun med til at vinde EM i Håndbold.
Hun startede karrieren i Vorup FB, hvor hun spillede sammen med Merete Møller og Katrine Fruelund. Efter 2 år skiftede hun til Randers HK. Her spillede hun tre år afbrudt af en jordomrejse. Derefter skiftede hun til FOX Team Nord i Frederikhavn, men efter kun 2 år vendte hun tilbage til Randers HK. I 2005 forlængede hun kontrakten med ét yderligere år. Grunden til den relative korte kontrakt var ifølge hende selv, at hun kunne "mærke på kroppen, at jeg har spillet håndbold i mange år", og derfor kun ønskede at forlænge med ét år af gangen.

I 2006-07 sæsonen missede hun hele slutspillet på grund af en Korsbåndsskade. Da hun indstillede karrieren i 2008, havde hun spillet fjerde flest kampe for Randers HK; 190 kampe.

## Medaljer
EM i håndbold 2002 Guld
Damehåndboldligaen Bronze med (Randers HK)